# Tatras occidentales
Les Tatras occidentales (slovaque : Západné Tatry, polonais : Tatry Zachodnie) sont une chaîne de montagnes constituant avec les Tatras orientales, la chaîne des Tatras qui s'étend dans le nord des Carpates occidentales. Le sommet le plus haut est le mont Bystrá qui culmine à 2 248 m d'altitude.

## Géomorphologie
Les Tatras occidentales comportent six secteurs :
- Osobitá (nord-ouest) ;
- Sivý vrch (ouest) ;
- Liptovské Tatry (partie centrale et sud) ;
- Roháče (partie centrale) ;
- Červené vrchy (nord-est) ;
- Liptovské kopy (est).

## Protection de l'environnement
L'intégralité des Tatras occidentales est protégée, faisant partie du parc national des Tatras slovaque et du parc national des Tatras polonais.